# Macmot Alaska
Macmot Alaska, tên khoa học Marmota broweri, là một loài động vật có vú trong họ Sóc, bộ Gặm nhấm. Loài này được Hall & Gilmore mô tả năm 1934.